# Dysdera anonyma
Dysdera anonyma là một loài nhện trong họ Dysderidae.
Loài này thuộc chi Dysdera. Dysdera anonyma được miêu tả năm 1984 bởi Ferrández.